# Odd Iversen
Odd Iversen (Trondheim, 6 novembre 1945 – Trondheim, 29 dicembre 2014) è stato un calciatore norvegese.

## Carriera
In carriera, Iversen ha giocato per il Rosenborg, per il Racing Mechelen e per il Vålerenga, vincendo per 4 volte la classifica cannonieri del campionato norvegese di calcio, nelle stagioni 1967, 1968, 1969 e 1979. Padre del calciatore Steffen Iversen, è morto il 29 dicembre 2014 a Trondheim, dopo una lunga malattia.